# Campylocentrum brachycarpum
Campylocentrum brachycarpum  é uma espécie de orquídea, família Orchidaceae, que existe apenas no Brasil. Trata-se de planta epífita, monopodial, com caule alongado, bastante ramificado, cujas inflorescências brotam do nódulo do caule oposto à base da folha. As flores são minúsculas, brancas, de sépalas e pétalas livres, e nectário na parte de trás do labelo. Pertence à secção de espécies de Campylocentrum com folhas planas e ovário liso.

## Publicação e histórico
- Campylocentrum brachycarpum Cogn. in C.F.P.von Martius & auct. suc. (eds.), Fl. Bras. 3(6): 512 (1906).

Cogniaux publicou esta espécie em 1906 com base em um espécime que Edwall coletou perto de Campinas em São Paulo e que floresceu em fevereiro. Pabst situa esta espécie em um pequeno grupo junto com outras três, Campylocentrum densiflorum, Campylocentrum organense e Campylocentrum intermedium, que apresentam ovário glabro e nectário curto em relação à espessura. Suas flores são muito menores que as das outras três e com brácteas tênues e agudas. A espécie mais próxima é o C. densiflorum, porém este tem flores maiores, de brácteas ovaladas, e pétalas, sépalas e labelo mais alongados, além de folhas bem mais grossas.  Esta espécie é citada para os estados brasileiros da Santa Catarina, Rio Grande do Sul, Rio de Janeiro, Minas Gerais e São Paulo.